# 林庚
林庚（1910年2月22日—2006年10月4日），字静希，原籍福州闽侯，生于北京。现代诗人、古代文学学者、文学史家。曾任北京大学教授。

## 生平
林庚之父为清华大学哲学系教授林宰平，沈从文称其在文学、法政、哲学、佛学、诗文、书画诸方面都极具造诣。金岳霖[来源请求]、张中行、吴小如均为其弟子。
林庚中学就读于北师大附中，中学时对理科十分感兴趣，喜欢研究相对论等科研成果。他于1928年毕业于北师大附中，于1928年毕业于北师大附中同年考入清华大学物理系。1930年读完物理系二年级后，自愿转到了中文系，参与创办《文学月刊》。1933年毕业留校，为朱自清的助教，出版第一本自由体诗集《夜》，闻一多设计封面，俞平伯写序，获得较高评价。
1934年辞职去上海，想靠写诗生活。当年秋返北平，先后任教于北平国民学院、北平大学女子文理学院、北平师大。1935年始改写格律诗，出版了《北平情歌》、《冬眠曲及其它》两本格律诗集。抗战爆发后，赴厦门大学任教授。1947年任燕京大学教授。1952年院系调整后成为北京大学中文系教授。1956年，任北京大学古代文学教研室主任。文革時，林被打为“反动学术权威”，写检查、接受班级批判，又被监督劳动，被派去打扫宿舍卫生。1986年退休，后隐居于燕南园。2006年晚7时于家中逝世，享年96岁。

## 诗歌创作
在新诗格律化方面用力颇深。他创造的九言新格律诗体被称为“林庚体”。如：
破晓

破晓中天旁的水声

深山中老虎的眼睛

在鱼白的窗外鸟唱

如一曲初春的解冻歌

（冥冥的广漠里的心）

温柔的冰裂的声音

自北极像一首歌

在梦中隐隐的传来了

如人间第一次的诞生

朦胧

常听见有小孩的脚步声向我跑来

中止于一霎突然的寂寞里

春天如水的幽明

遂有一切之倒影

薄暮朦胧处

两排绿树下的路上

是有个不可知的希望在飞吗

是的，有一只黑色的蜻蜓

飞入冥冥的草中了

## 文学研究
所著文学史为公认名作。
评唐诗“盛唐气象”，“少年精神”。

## 轶事
- 早年曾与吴组缃、李长之、季羡林并称“清华四剑客”。
- 九一八事变后曾撰写抗日战歌，有“为中华，决战生死路”之句，风靡全校，后随请愿团赴南京要求国民党政府抗日，并绝食。
- 贺知章《咏柳》是因为林庚在课堂上教授，选入小学课本而成为家喻户晓之名诗的。
- 因为丰子恺漫画，而从物理转读中文。

## 主要著作

### 诗集
- 《夜》（1933）
- 《春野与窗》（1934）
- 《北平情歌》（1936）
- 《冬眠曲及其他》（1936）
- 《林庚诗选》（1985）

### 学术著作
- 《诗人屈原及其作品研究》（上海棠棣1953，中华书局 1962）
- 《诗人李白》（上海文艺联合1954；古典文学出版社 1956）
- 《中国文学简史》（上海文艺联合出版社 1954；古典文学出版社 1957；北京大学出版社 1995）
- 《中国历代诗歌选》（主编，人民文学出版社1964）
- 《天问论笺》（人民文学出版社1983）
- 《唐诗综论》（人民文学出版社1987）
- 《深深的爱》（［美］斯蒂尔著，林庚译，华夏出版社1989）
- 《西游记漫话》（人民文学出版社1990）
- 《新诗格律与语言的诗化》（经济日报出版社 2000）